# National September 11 Memorial & Museum

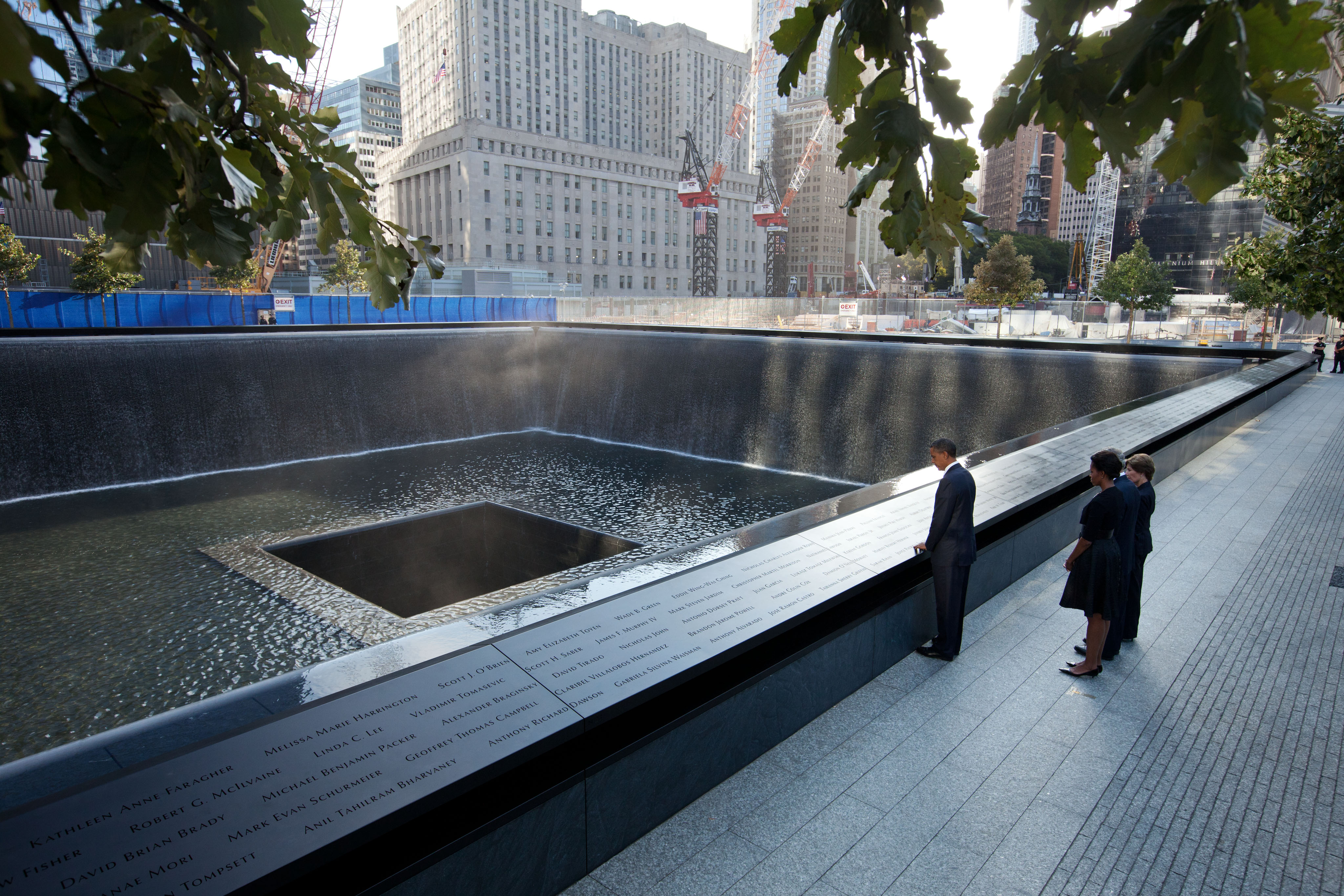
Barack Obama och George W Bush vid minnesmärket den 11 september 2011.

National September 11 Memorial & Museum är ett minnesmärke tillägnat de omkomna i bombningen av World Trade Center 1993 och 11 september-attackerna 2001 samt ett minne efter de ursprungliga byggnaderna i World Trade Center som förstördes i den sistnämnda attacken. Det är beläget på Nedre Manhattan i New York, USA som en del av det nya World Trade Center-komplexet.
Minnesmärket består av två fontäner utformade som kvadratformade och nedsänkta bassänger med vattenfall på väggarna i fotspåren efter de gamla tvillingtornen. Dessa har räcken runtom där namnen på de omkomna finns ingraverade.
Utöver detta finns ett museum som bland annat innehåller fordon såsom brandbilar och ambulanser samt även kläder, vrakdelar och andra föremål som fanns med under attackerna.
Museet har vid entrén två stora balkar bestående av två treuddar från basen av tvillingtornen.
Minnesmärket efter tvillingtornen invigdes den 11 september 2011. Museet öppnades våren 2014.
Minnesmärket och museet är designade av Daniel Libeskind och Michael Arad.